# Sinningia maximiliana
Sinningia maximiliana är en tvåhjärtbladig växtart som först beskrevs av Johannes von Hanstein, och fick sitt nu gällande namn av George Bentham, William Jackson Hooker och Karl Fritsch. Sinningia maximiliana ingår i släktet Sinningia och familjen Gesneriaceae. Inga underarter finns listade i Catalogue of Life.